# Windows 7新功能
Windows 7基於Windows Vista核心上，仍包含了許多的新功能。並且改進了觸控的方便性、語音辨識和手寫輸入、支持虚拟硬盘、更多的檔案格式並且提高多核心中央處理器的效能、加快启动速度以及核心上改进。

## 使用者介面
Windows 7仍保留了在Windows Vista中首次引入的Windows Aero用户界面以及視覺樣式，但是有許多地方都得到改進。

### 桌面
佈景主題

Windows 7的桌面投影片

Windows 7增進了對佈景主題的支援。除了可以設定視窗的颜色、螢幕保護程式、桌面背景、桌面圖示、音效設定、滑鼠指標以外，Windows 7的佈景主題還包括了桌面投影片設定。所有的設定可以從新的「个性化」控制界面進行控制，同时也可以从微软网站上下載並安裝更多的佈景主题。佈景主題主要是副檔名為.themepack的壓縮文件，.themepack內可以包含音效、桌面圖示和滑鼠指標文件。在Windows 7中打開這種類型的文件時，會自動更換佈景主題，同時播放該佈景主題的Windows登入音效。另外也可以從RSS訂閱中取得桌面背景的更新。
系統預設主題的名稱為「Windows 7」，由一张藍色為基調，並以Windows標誌为主题的桌面背景「Harmony」和与Windows Vista相同的系統音效配置。並有6個Aero主題：建築、動漫人物、風景、自然、場景，和一個在安裝作業系統時所選擇區域的地區性佈景主題，某些區域的佈景主題是包含在該國語言套件內的，這些地區性的佈景主題會以當地的特色風景作為桌面背景；如中國有萬里長城的桌面背景、台灣有太魯閣等風景、日本則有櫻花的桌面背景。選擇這些佈景主題時，也會搭配地區性風格設置音效，分別是：三角形、热带大草原、下午、反覆無常、拉伽音樂、群花争艳、都市风景、奏鳴曲、風景、特色、书法、节日、遺跡。
桌面背景投影片放映
Windows現在包含自動依照時間間隔更換桌面背景的桌面背景投影片放映功能，可以直接由「个性化」內勾選要加入投影片的桌面背景的核取方塊，並設定間隔時間，Windows會自動更換桌面背景。
之後要手動切換桌面背景，可以在桌面按一下右鍵，選擇「下一張桌面背景」。
小工具
從Windows Vista開始被加入的Windows的資訊看板現在被移除了，但還是能由小工具庫新增小工具至桌面，且當小工具靠近螢幕邊框時也仍會自動對齊。
現在的小工具與Windows檔案總管整合的更好了，但是小工具仍是由自己的“sidebar.exe”處理程序管理。桌面的右键菜单則新增了「小工具」选项以及在「檢視」子選單的「顯示/隱藏桌面小工具」選項。隐藏小工具后“sidebar.exe”處理程序會被停止，微软解释这是提高性能的措施。与Windows Vista不同的是，所有的小工具以单独的處理程序進行，進而節省記憶體，而且，若使用者沒有將小工具置於桌面上，處理程序並不會被全部執行，还增加了对高DPI的支持。

### 檔案總管
媒體櫃

開啟媒體櫃集合的檔案總管。

Windows 7中的Windows檔案總管多出了一個稱為「媒體櫃」的虛擬資料夾功能，主要建立在.library-ms檔案上。媒體櫃可以管理散落電腦各地文件、音樂、圖片和其他檔案，還可以使用除了傳統資料夾瀏覽方式以外的方法來瀏覽項目，例如依照檔案屬性、編輯日期、類型和作者來檢視排列的檔案。
從某些方面來說，媒體櫃與資料夾很類似。例如，開啟媒體櫃時，可以看到所包含的項目。但與資料夾不同的是，媒體櫃所收集的檔案可能存放在數個位置中，包含存放在遠端主機中已建立索引的文件或是網際網路上的共享資料夾。然後藉由媒體櫃將這些資料夾連結起來，如此就可以存取、快速搜尋及檢視所有位於不同位置的項目。但這些項目實際上並不存放於媒體櫃，所以與搜尋不同的是，當要存入項目到媒體櫃時，只會存入每個媒體櫃設定所存入的實體資料夾，這個設定可以由使用者自己自訂。
Windows 7預設新使用者帳戶包含不同檔案類型的四個媒體櫃，分別是：文件、音樂、視訊以及圖片。預設這些媒體櫃所連結的位置是公用資料夾，及使用者帳戶下的資料夾；預設存入資料夾則是使用者帳戶下的資料夾。使用者可以自己新增自己的媒體櫃，也可以選擇是否讓新增的媒體櫃顯示在瀏覽窗格上。
除了集合散落各地的項目的功能以外，上述提到媒體櫃還可以使用檔案的屬性作為分類的標準而不使用傳統資料夾分類。例如當在一個專門存放相片的媒體櫃，如果每張相片的拍照日期資訊都是齊全的話，這時候就可以嘗試選擇將排列方式改為「月」、「天」抑或是「評等」。若是選擇「月」作為分類標準，媒體櫃會自動忽略所有的實體資料夾，而將所有的相片分為堆疊，依照拍照的月份排列堆疊。當然在一個文件的媒體櫃中，也可以使用「作者」作為分類標準；至於音樂媒體櫃，「專輯」或「演出者」也都是可以被用來做為分類的標準，「演出者」分類會將專輯一一排列在同一個演出者之下。
搜尋
搜尋是一個在Windows Vista已有大量改進的功能，現在Windows 7又做出更多的改進。建議搜尋是一個使用者會最先發現到的功能，這個功能在於使用者點下檔案總管中的搜尋方塊時，搜尋方塊下方會跳出一個選單，顯示最近存取的檔案；或是當輸入關鍵字到一半時，就會跳出使用者最近存取且可能想要的檔案名稱。例如要輸入「Windows」，只要輸入到「Win」，選單就會跳出完整的「Windows」關鍵字，這時候只要點選一下就可以了，不需要將完整的關鍵字輸入完畢。結果還會以強調醒目的色彩來標示輸入的關鍵字在檔案名稱或內容中的何處。
檔案總管還支援以多種方式來搜尋所需要的項目，可以從開始功能表搜尋常用的檔案及程式，也可以搜尋媒體櫃的內容，甚至能用篩選的方式或是將搜尋的範圍擴展至特定的媒體櫃或資料夾，或是建立一個YouTube、Bing或是Flickr的搜尋連接器將範圍延伸至網際網路上。
要使用媒體櫃以及搜尋的這些功能以前，這些項目都應該確切的加入Windows 7索引服務中。檔案總管會自動幫本機的媒體櫃項目加入索引，遠端主機的資料夾則可能需要手動處理。若是索引服務關閉，搜尋的速度會大大降低，且搜尋篩選器以及媒體櫃的依檔案屬性排列將無法使用。
外觀
- 支援在右鍵選單中顯示圖示。這不是透過外殼擴展所達成的，而是登錄檔。
- 檔案總管位址列以及搜尋方塊中的間隔可以拖曳，以改變這兩個方塊的大小。
- 可以在瀏覽窗格隱藏某些資料夾，減少視覺上的混亂。
- 開啟或關閉預覽窗格或新增資料夾的按鈕。
- 在卸除式媒體裝置上的剩餘儲存空間條也會顯示。
- 在內容檢視中，檔案會顯示縮圖以及檔案資訊。
- 在清單檢視中，可以依照檔案名稱顯示不同的清單欄寬度。
- 新的檔案類型被安裝時，預設會重新索引。

### 開始功能表

Windows 7開始功能表搜索關鍵字“桌面背景”的结果。

開始功能表仍是在Windows 7存取程式、資料夾及設定的主要管道。在滑鼠移上開始按鈕時，開始按鈕的Windows旗幟會發出對應的四色光芒。
Windows 7的開始功能表仍然像舊版設計，保留兩欄的方式來存取，但是有某些改變。
- 「文件」、「圖片」、「音樂」改為連結至媒體櫃，而不是原來的使用者資料夾。
- 「裝置及印表機」增加了一個新的「裝置舞台」功能。
- 「關機」按鈕從Windows Vista的圖示被改為文字顯示，並從能設定兩個常用按鍵被改為一個，預設也從休眠被改成關機。
- 與跳躍清單類似的功能也被加入開始功能表。當滑鼠移至常用的程式上，能顯示其近期開啟的檔案或常用的功能。

開始功能表的搜尋方塊現今也能搜尋控制台項目了，舉個例子來說，當在搜尋方塊內搜尋「桌面背景」，則會出現變更桌面背景、變更螢幕保護程式、線上取得其他佈景主題的項目。除了程式、檔案、資料夾及通訊之外，搜尋方塊可以搜尋網際網路的歷程紀錄以及我的最愛。

### 工作列
從Windows 95開始引進的工作列在Windows 7中有長足的改進。儘管工作列仍然是負責控管視窗的作業，Windows 7還加入了許多功能。工作列上的視窗管理可以排序、釘選、快速預覽；而通知區域與即時縮圖也有大量改進。
為了配合觸控螢幕，Windows 7中的工作列比起以往高度增加10px，能容纳全新的大图标和增加觸控的可操作性，且只顯示圖示，不再顯示標題，所有相同的應用程式會自動合併，開啟的應用程式圖示的排序也能更改。儘管如此，舊版的工作列仍可以在Windows 7中使用。
在工作列中執行中的應用程式，圖示周圍會有邊框，使圖示有上浮的感覺，而常用的應用程式能夠被釘選在工作列上。執行中的應用程式圖示边框，當指標移至上方時會依照依照图示的RGB值顯示色彩以及光芒。
锁定項目

開啟桌面視窗管理員的Windows 7任务栏。

快速啟動工具列已經從工作列上移除。這不是代表無法繼續在工作列上使用快速啟動功能，在這個版本中，快速啟動被設計與視窗管理結合，使用者可以將任何的應用程式拖曳至工作列上或是按下滑鼠右鍵釘選以及改變順序。已經釘選的應用程式在關閉後不會從工作列上消失，要繼續使用時，可以直接點選工作列上的圖示開啟。
而當想要再開啟一個已經開啟的程式時，在圖示上按一下滑鼠中鍵或是按一下滑鼠左鍵搭配Shift鍵，當然也能從跳躍清單點選。
預覽縮圖

Windows 7的工作列上預覽窗格。

預覽縮圖是在Windows Vista時加入的功能，縮小的視窗用以檢視視窗相關的即時動態，確認視窗的動態。Windows 7中的預覽縮圖面板有更多的功能。使用者可以透過預覽視窗輕鬆的關閉應用程式，按一下右上方的叉叉或是滑鼠中鍵；也能透過它進行簡單的操作：在Internet Explorer上，預覽視窗即可快速檢視每個索引標籤的縮圖；使用Windows Media Player能進行播放、暫停、變更播放項目等操作。搭配Aero Peek時更能快速的將其他存在於桌面的視窗消除，只留下選定的視窗。
跳躍清單

Windows Media Player的跳躍清單。

跳躍清單是對於觸控螢幕以及使用性做出的大改善，工作列上的視窗管理不再只是關閉、最大化、最小化或是還原、移動視窗等功能。現在在工作列上的應用程式圖示按下右鍵，或是在觸控螢幕時使用手指往上拖曳，跳躍清單會自動彈出。這個新功能包含許多傳統右鍵功能表所沒有的功能，跳躍清單會顯示程式的可操控項目，像是播放音樂、開啟資料夾等訊息，最近使用的項目等資訊（如經常瀏覽網站的網址、經常使用的文件）也會在跳躍清單顯示，還能釘選在跳躍清單上以便檢視。
通知区域

重新设计的通知区域和通知訊息，图中为行動作業中心的訊息。

通知區域是能傳達電腦上某些項目（例如防毒軟體或是電池訊息）的狀態。現今的通知區域是完全不同於舊版Windows的設計，新的設計能讓使用者更改系統圖示排列的順序，以及使用拖拉的方式將雜亂無章的圖示整理進隱藏面板中，只要按一下在通知區域上的一個朝上的小三角形，即可開啟隱藏的圖示面板。預設的系統圖示包含了行動作業中心、網路、音量、時鐘、電源。
Aero Peek
Aero Peek是一個新設計的快速檢視功能，用以搭配檢視桌面或鎖定視窗內容。當使用者將滑鼠移上工作列最右方的顯示桌面上，Aero Peek會將所有的視窗內容以淡出的方式消除，剩下視窗的玻璃邊框；而將滑鼠指標移至應用程式的預覽視窗上時，Aero Peek則會留下選定的應用程式視窗，使桌面上其餘雜亂無章的視窗隱藏只顯示玻璃效果的邊框，鎖定注意力。
這個功能也被加入視窗切換窗格中。儘管Flip-3D仍可使用Windows鍵 + Tab來顯示，但是Aero Peek這個功能仍使Alt + Tab的快捷鍵切換視窗窗格更方便，當選定視窗時，其他的視窗也一樣會被消除。

### 視窗管理及滑鼠手勢
貼齊功能
Windows現在可以透過Aero Snap貼齊功能最大化視窗、垂直展開視窗及使視窗並排。最大化視窗只要將視窗上端拖曳至螢幕頂端，視窗外框就會展開填滿螢幕，還原時往下拖曳即可；垂直展開則將滑鼠指向視窗的上緣或下緣，使指標變成雙箭頭，之後將視窗邊緣拖曳至螢幕上端或下端，視窗即會垂直方向展開直至填滿螢幕；至於並排視窗只需將分別兩個視窗的標題列拖曳至螢幕左端以及右端，兩個視窗就會各占一半填滿螢幕。當使用者不希望使用這些視窗貼齊功能時，可以從輕鬆存取中心關閉。
Aero Shake
Aero Shake可以快速最小化除了正在搖動的視窗以外每個開啟的視窗。將滑鼠指標指向想留在桌面上的視窗的標題列上，按下滑鼠左鍵並且前後搖動，除了搖動的視窗其餘皆會最小化。若要還原最小化的視窗，再次搖動即可。

### 鍵盤
微软采用了许多新的鍵盤快速鍵。
| 快速鍵                 | 作用和说明                                             |
| ---------------------- | ------------------------------------------------------ |
| Windows標誌鍵 + 空格鍵 | 使用Aero Peek預覽桌面。                                |
| Windows標誌鍵 +向上鍵  | 最大化視窗。                                           |
| Windows標誌鍵 +向下鍵  | 最小化視窗/从最大化状态恢复。                          |
| Windows標誌鍵 +向右鍵  | 視窗填滿右半部螢幕。                                   |
| Windows標誌鍵 +向左鍵  | 視窗填滿左半部螢幕。                                   |
| Windows標誌鍵 +加號鍵  | 使用放大鏡放大桌面。                                   |
| Windows標誌鍵 +減號鍵  | 使放大鏡放大桌面的比例縮小。                           |
| Windows標誌鍵 +數字鍵  | 開啟工作列上對應排列序數的應用程式。                   |
| Windows標誌鍵 + P      | 選擇簡報顯示模式。                                     |
| Windows標誌鍵 + A      | 開啟行動作業中心。                                     |
| Windows標誌鍵 + Home   | 如同Aero Shake的效用，最小化或還原其他未使用中的視窗。 |

| 快速鍵                          | 作用                                               |
| ------------------------------- | -------------------------------------------------- |
| 按一下滑鼠中鍵／Shift +滑鼠左鍵 | 在已開啟的程式上點一下，再開啟一個相同程式的視窗。 |
| Ctrl + Shift +滑鼠左鍵          | 以系統管理員權限執行。                             |
| Shift +滑鼠右鍵。               | 不使用跳躍清單而使用傳統Windows右鍵功能表。        |
| Ctrl +滑鼠左鍵                  | 在已開啟的相同的程式群組中切換不同的標籤。         |

### 字型管理
Windows字型管理的使用者介面已有很大的改進，如同Windows Vista時，所有安裝的字型都會在Windows檔案總管視窗內管理，但是來自相同字型家族的字型會堆疊起來而不是呈現一個個單獨的圖示。使用者可以按下堆疊的字型來檢視家族下分別的字型，圖示上面會顯示部分字型的預覽。對於隱藏安裝字型也增加了新選項；使用者可以安裝字型卻在應用程式的字型清單中不被使用。
Windows Vista時遭到批評仍然沿襲Windows 3.1的「安裝新字型」的對話視窗，現在也被移除了；字型選取清單也會在選取字型時顯示預覽。

### 裝置
在Windows 7中管理裝置有两种主要的新介面，「裝置及印表機」以及「裝置舞台」，這些功能都被整合在Windows檔案總管之中，在使用裝置時，還會為這些裝置加上模擬的圖示。
裝置及印表機

控制台內的裝置與印表機

裝置及印表機是在開始功能表內的新功能。這個功能不像傳統的裝置管理員控制項，當使用者插入裝置時，所有使用中的裝置都會在這裡顯示，並同時加上一個與裝置相像甚至一樣的圖示，但是電腦內建的裝置並不會在這裡顯示。舉個例子來說，當一個外接顯示器連接到電腦時，就會在這裡顯示，但是膝上型電腦的內建顯示器就不會。每個裝置的功能都可以在功能表中個別設定；假如是外接顯示器，那就可能提供一個連結到控制台中「顯示」的捷徑。
這個新功能同時也取代了舊版Windows裡面的「印表機」功能；一些常用的功能，像設定預設印表機、新增或移除印表機以及設置紙張大小等等的印表機的內容，都可以直接在這個控制台內完成工作。
裝置舞台

EPSON TX300F Series多功能印表機的裝置舞台選項。

裝置舞台是一個提供使用者集中管理外接多功能裝置的地方，假如插入了一個可攜式媒體播放器並連接到系統，馬上就會顯示裝置的圖示在工作列上，當然Windows檔案總管內也會出現。
Windows 7還提供受歡迎的裝置的高解析度圖示，而且當它們無法被辨識時，仍支援從網際網路上取得這些裝置的圖片。點下這些圖示後，會開啟一個視窗提供裝置的相關功能。當連接一個微軟建議的相容於裝置舞台的行動電話，就能夠提供雙向同步的選項，像是設定鈴聲、複製圖片及視訊、或是在Windows Media Player管理裝置、以及使用Windows檔案總管來操控裝置。右方縮圖則是一台印表機於裝置舞台中所提供的選項。其餘的一些裝置狀態的資訊：剩餘的記憶體或是剩餘的電量也能被顯示。實際上每個裝置的這些功能很明顯的是經由裝置第一次連接電腦時所自動下載的XML檔案，或是製造商所提供的安裝光碟所提供。

## 移动性增强

#### 多点触控支持
微软平板电脑团队的Hilton Locke于2007年12月11日报道称，Windows 7将在支持多点触控的设备上提供新的触摸功能。2008年5月 27日举行的All Things Digital大会上，对多点触控功能进行了概述和演示，其中包括虚拟钢琴程序、地图和方向程序以及Microsoft Paint的触摸感知版本；当天晚些时候，一段有关多点触控功能的视频在网上发布。

## 應用程式
Windows 7基本只包含舊版Windows的常用應用程式，是為了減少不必要的功能，而那些額外的功能則被微軟提供的線上套裝軟體Windows Live程式集取代。被移除的功能如：相片圖庫、行事曆、郵件以及Movie Maker等。
Internet Explorer
內建Internet Explorer 8。Internet Explorer現在支援W3C標準，但瀏覽舊版網站時仍能使用相容性模式使錯誤的內容正確顯示。增加的功能包含使用Microsoft SmartScreen篩選及防範網路釣魚攻擊、線上詐欺和詐騙網站；InPrivate無痕瀏覽；使用加速器來執行一些工作，例如檢視地圖或查閱字典甚至是編輯部落格；開發人員工具檢視網頁並進行除錯；以及改進的網址列及搜尋列，可以使用建議搜尋以及在網址列直接查詢歷程紀錄及我的最愛；同時索引標籤也被加上了分組功能，能為各個群組的標籤分別顏色。
小算盤
新設計的小算盤，多方支援程式設計師以及統計資料模式還有重量、長度、科學等單位轉換及日期計算。
小畫家
小畫家等編輯類程式現已採如同Microsoft Office 2007般的Ribbon使用者介面，以及提供了更多的筆刷、還有簡單幾何圖形可供繪製。
WordPad
與小畫家相同，WordPad現今也已採用Ribbon使用者介面，改進了插入圖片或匯入其他物件的功能，能編輯圖文並茂的文件。
Media Player
內建Windows Media Player 12。這個版本的Windows Media Player提供了更多媒體格式的支援，包含AAC格式的音樂、MP4格式的多媒體檔案以及MOV格式的影片等等，手機的3GP也可以在Media Player播放。
除了增加了格式的支援，Windows Media Player的現正播放模式被精簡以達到節省記憶體的目的。播放音樂時，只會顯示音樂的專輯封面、或是視覺效果以及樂曲名稱以及演出者訊息；影片也只是顯示影片內容以及片名等資訊。另外一個功能則是「播放到」，這個功能允許使用者在一台電腦上將音樂播放到各個不同的揚聲器中。
在Windows Vista中被移除的遊戲網際網路西洋骰子棋、網際網路西式拱豬、網際網路西洋棋又在Windows 7中加入。
XPS檢視器
XPS檢視器原来在Windows Vista中作为Tablet PC组件的一个部分，现在单独列为一个功能，并在界面上有所改变。
自黏便箋
自黏便箋是在舊版本中的資訊看板所出現的功能，是如同在螢幕上貼上便利貼一般。在這個版本的Windows裡面被單獨移出作為一個附屬應用程式，使用者可以使用各種底色的便箋，在便箋上輸入文字並儲存。

### Windows Live程式集
Windows Live程式集（Windows Live Essentials）是微軟線上服務Windows Live所推出的應用程式的集合，在有了這個程式集的同時，微軟將Windows中與這些應用程式功能相同或重疊的附屬應用程式在Windows 7中全部移除，使用者必須自己連線到Windows Live下載這個程式集。其用意在於節省作業系統的使用磁碟空間以及確保不讓多餘的功能佔用磁碟空間。這個程式集包含了以下取代Windows原本預設功能的應用程式：Windows Live Mail、影像中心以及Movie Maker。
Windows Vista中的相片圖庫已經不存在，然而在Windows 7中，依舊有提供不包含編修功能的簡易相片檢視器。行事曆、連絡人及郵件的功能也都同時被囊括進Mail中。

## 輸入方式
希爾頓·洛克是在微軟Tablet PC團隊工作的成員，在2007年12月11日時發表了一篇報導指出Windows 7將包含新的觸控功能：多點觸控的概要，包含一個模擬的鋼琴程式、繪圖程式、地圖以及一個觸控版的小畫家，在2008年5月27日的All Things Digital會談上也表明了會支援多點觸控，會談上播放了一段多點觸控的影片，同時提供在網路上。
比爾·蓋茲曾經表示Windows 7是語音辨識及手寫辨識「向前邁出的一大步」。

## 繪圖

### DirectX
- Windows 7包含Direct3D 11，是Windows Vista及Windows Server 2008中介紹的Direct3D 10.1詳細的超集合，同時也會向這些平台發行。
- Direct2D和DirectWrite，立在Direct3D 10上的新向量圖形硬體加速應用程序介面，預定取代GDI以及GDI+在圖形的代碼及字型的繪製上。
- Windows進階光柵化平台（WARP）能用中央處理器虛擬執行Direct3D 10和10.1，使用非硬體的方式來提升電腦的圖形處理效能。[16]
- DirectX Video Acceleration-高解析度效能（DXVA-HD）

Direct3D 11、Direct2D、DirectWrite、DXGI 1.1、WARP以及其他數個組件也會藉由Windows Vista升級平台對於Windows Vista SP2以及Windows Server 2008 SP2做出支援。

### 桌面視窗管理員
在Windows Vista中首次使用的的桌面視窗管理員在Windows 7中被升级至使用Direct3D 10.1的應用程式介面，同時它的效能明顯增強了許多。
但是桌面視窗管理員仍需要至少相容於Direct3D 9的显卡，它可以使用低規格無法顯示Windows Vista的Aero 3D桌面的硬體，包括Intel GMA晶片。
搭配顯示卡符合Windows Display Driver Model v1.1（需求相容於Direct3D 10的顯示卡），桌面視窗管理員明顯的使用更少的系統記憶體，使用的系統記憶體大小會保持在一個範圍，無論開啟了多少視窗。系統配備一張WDDM 1.0顯示卡（包含只支援Direct3D 9功能）仍然能顯示出與Windows Vista相同的效果。
此外，在Windows 7中的桌面視窗管理員還新增了對使用多個顯示卡來自不同的供應商的系統的支援。

### 其他改變
內建對30位元及48位元色彩深度支援，靠著scRGB廣色域（對HDMI 1.3的可轉換和輸出，採用xvYCC）。支援在Windows 7中的視訊模式是16位元sRGB、24位元sRGB、30位元sRGB、30位元的擴展色域sRGB，以及48位元scRGB。
dpi設定在Windows 7及Server 2008 R2中是使用者單獨設定，而不是在舊版Windows中的全系統設定。此外，更改dpi設定還可以不需重新啟動，登出再登入就足夠了。

## 核心作業系統
Windows 7是2008年4月6日在洛杉磯舉行的WinHEC 2008會議上的主題，對於改進和增補的Windows 7（和Server 2008 R2）核心作業系統組件進行了討論：
- 網路驅動程式介面規範6.20
- 支援無線廣域網，如同預設WiFi在Windows Vista中。
- 支援AVCHD攝影機以及通用視訊類別1.1
- 受保護的電視卡廣播驅動架構
- 支援最多256個邏輯處理器[24]
- 較少的硬體鎖以及更大的並行
- 合併的計時器：現代處理器和晶片組當中央處理器空閒時可以轉換到極低功率的等級。為了減少中央處理器進入和退出空閒狀態的次數，Windows 7引用了「計時器合併」的概念；多個應用程式或裝置的驅動程式定期執行的操作可以設定為只發生一次，而不是它們的行程所使用執行的操作。這項設施有兩個核心模式，藉由 KeSetCoalesableTimer 的應用程式介面（這會用來代替KeSetTimerEx），同時在使用者模式下使用SetWaitableTimerEx Windows API調用。（取代SetWaitableTimer）[25]

- 多功能裝置以及裝置容器：在Windows 7之前，連線到作業系統的每個裝置只會被當成單一功能的用戶端來看待，即是「一個裝置節點」，他有一整套功能以及「狀態」。假如這是一個有著個別單功能的裝置（例如鍵盤與掃描器）時，它無法精確的被表示為像多功能印表機、傳真機、掃描器等多功能裝置，或是一個內建麥克風的網路攝影機。在Windows 7中，多功能裝置的驅動程式以及狀態資訊可以被整合在同一個「裝置容器」，它會為在「裝置及印表機」控制台顯示為單一個單位。這項功能是藉由新的隨插即用特徵來達成：ContainerID，它是一個全域唯一識別碼，每種裝置都會有不同的全域唯一識別碼，這個容器辨識碼可能是被製造商置入在裝置自身中，或是由Windows在裝置第一次連接到電腦時建立，接續連結到每一個裝置節點。為了保證容器辨識碼的獨一無二，Windows會嘗試使用裝置獨特的資訊，例如MAC地址或者是USB編號。所以，當裝置通過USB（直接連結或是通過USB集線器）、IEEE 1394火線、eSATA、PCI Express、藍牙或是Windows Rally技術連接到電腦，都可以使用裝置容器。[26]

- Windows Installer 5.0支援安裝以及設定Windows功能，[27]還能使開發者能在軟體安裝程式上掌握更多的權限。[28]但是這些功能不會對舊版Windows開放，即使是自定操作以支援這些功能也仍需求Windows Installer套件才能使其生效。

- 使用者模式排程：64位元版本的Windows 7以及Server 2008 R2帶來了新的使用者模式排程框架。[29]在Windows作業系統中，處理程序的執行緒排程是由核心所掌握。或許這對大部份的應用程式都足以帶過，但是對於需要同時大量處理執行緒的應用程式，比如說數據資料庫伺服器，就可以從正在執行的處理程序的執行緒排程器獲得益處。這是因為核心不再需要花很多時間在執行緒之間的環境切換，避免了Thread pool機制，就像是即使沒有需求核心的環境切換時，執行緒也可以被快速的建立以及刪除。

- Windows 7另外還帶來了能完整支援S800、S1600以及S3200資料傳輸速率的IEEE 1394b的火線（IEEE 1394）堆疊。[30]由於延誤規格的完成時間，它不會在最初藉著USB 3.0而傳送，而會通過Windows Update的功能性更新來發送。[31]

## 檔案系統

### 固態硬碟
為了發揮固態硬碟的優勢及獨一無二效能，Windows 7將包含的是一種被稱為「TRIM命令」的固態硬碟新技術，使得刪除本機檔案並釋出空間更加有效率。在刪除檔案時，TRIM指令會使固態硬碟立刻將磁碟區塊清空，而不是等待下一次再次寫入檔案時才將區塊清空，避免集中寫入同一區塊，以增強耐用性及寫入時的效能。
同時，Windows 7在有固態硬碟的電腦上會關閉磁碟重組工具，在固態硬碟上所格式化的磁碟分區也會異於機械硬碟。微軟在一場WinHEC 2008展示會解釋道，先前發行的Windows版本中，磁碟分區起始的對齊方式會被放置在固態硬碟單獨分頁的中央，這可能會減少將近50%的效能。

### 虛擬硬碟
Windows 7企業版及旗艦版支援虛擬硬碟（VHD）檔案格式。VHD檔案可以當作驅動器載入、建立和啟動，如同WIM檔案的方式。此外，安裝的Windows 7可以從VHD驅動器啟動或執行，提供了Windows多種啟動方式。

### 磁碟分割
預設的磁碟分割架構下，會建立兩個磁碟分區：第一個是使用於啟動作業系統、BitLocker以及還原Windows；第二個分區則是用來安裝Windows檔案。

### 卸除式媒體
Windows 7在安全移除硬體的選單上也有了改進，包含在同一時間退出一張相機記憶卡和保留連接埠但不必重新啟動已備將來使用的能力。卸除式媒體現今也會列於其表格之下，而不是像Windows 2000/ME到Vista一般，只顯示裝置的型號。

Windows檔案總管現今在預設情況下，也只會在我的電腦中顯示有卡插入的讀卡機。

### BitLocker
Windows BitLocker驱动器加密（仅Windows 7的Enterprise版和Ultimate版）通过加密卷上存储的所有数据可以更好地保护计算机中的数据。BitLocker使用TPM帮助保护Windows操作系统和用户数据，并帮助确保计算机即使在无人参与、丢失或被盗的情况下也不会被篡改。

## 啟動性能
依照微軟客戶體驗改善計劃 （页面存档备份，存于）匯集的資料有35%的Windows Vista SP1安裝啟動時間在30秒以內或更少。其餘機器冗長的啟動時間，主要是由於一些服務或程式的加載，但其實這些在系統第一次啟動時並不需要。微軟Windows團隊的著名工程師麥克·福廷，提到在2008年8月時微軟已經在這個問題上預留了一個小組的工作，小組的目的是「改善系統啟動時間的體驗」，他們重點在於「增加驅動程式載入的多工處理」，此外，小組還有一個目標是「明顯減少」隨著處理器、記憶體所要求的系統服務數目。
據ZDNet德國對於Windows 7 RTM所測試的結果，在高階電腦中，Windows 7的啟動及關機速度都優於前兩版Windows，但是在低階電腦中，會在關機時間上略慢於Windows XP。

## 多媒體

### Windows Media Center

Windows 7內的Windows Media Center

Windows 7中的Windows Media Center保留了很多之前版本的設計及風格，但是在使用者介面捷徑及瀏覽功能上有很多變化。支援本機播放及錄製H.264影片或透過Media Center Extender（包含Xbox 360）。
在瀏覽媒體櫃的時候，當項目沒有封面圖案時，會使用一系列的前景和背景的組合顯示，而不光光使用白色文字顯是在藍色的背景上。當左或右遙控器控制按鈕下快速瀏覽媒體櫃時，專輯名稱的前兩個字母會突出做為提醒。該圖片媒體櫃還包括新的投影片顯示功能，以及可以為個人的照片評分。
至於電視的支援，微軟2008年發行的Windows Media Center "TV Pack"已經包含進Windows Media Center中。它包含了有線電視卡以及北美洲QAM訊號调谐器的支援，還能建立我的最愛清單。
此外，還新增了一個Windows Media Center 桌面小工具。

### 支援格式
除了在Windows Vista所支援的多媒體格式，Windows 7還可以播放MP4、MOV、3GP、AVCHD、ADTS、M4A、以及WTV多媒體容器格式，這些都是透過Windows 7與生俱來的H.264、MPEG4-SP、ASP/DivX/Xvid、MJPEG、DV、AAC-LC、LPCM、AAC-HE解碼器達成的。
轉碼包含在Windows Shell其中：當媒體檔案拖曳進一個裝置圖示上，這個必要的對話會自動開始。
新的視訊解碼器目錄還會支援解碼1.5 Mbit/s、640x480像素於每秒30影格的H.264 1-pass CBR Baseline。音效解碼器則會支援44.1或者48 kHz採樣率以及96、128、160或者192 kbit/s位元傳輸率的低複雜立體聲的ACC文件。

## 系統安全
在Windows 7中，Windows的安全维护变得简单，操作更加人性化。

### 行動作業中心
舊版中的資訊安全中心已經移除，且新增了一個名為行動作業中心的功能（在早些的組建裡稱為Windows Health Center及Windows Solution Center），能顯示並處理電腦系統安全及維護相關訊息。它是所有计算机重大问题解决和维护的行动中心，是一个查看警报和执行操作的中心位置，帮助保持系統稳定地运行。它包括“安全性”、“维护”两大板块。

用户可以通过點選位於通知區域的图标或者在开始菜单、控制面板搜索进入操作中心。在行動作業中心裡，重要的紧急事件将会用红色、黄色列出。用户可以非常方便的解决包括安全和计算机维护的问题。比如恶意软件清除、安全软件安装和更新等信息。当计算机出现问题，所有的提醒事件會在通知區域的圖示上顯示。

### 用户账户控制
此外，使用者帳戶控制（UAC）提供了新的方案，總共能选择四个不同提示等级的方案。在Windows 7中也能使用位置追踪，但此功能預設是关闭。当啟用了这个功能的使用者只有有限的权限來控制哪些應用程式是能夠存取他們的位置。

### 多媒體保護
在Windows Vista中，被保护的用户模式音频（PUMA）其措施只提供給在保護中的媒體路徑的環境執行中的應用程式。因為只有Media Foundation的應用程式介面可以在這種環境中執行，所以多媒體播放程式必須設計成能執行Media Foundation。Windows 7中這項限制被去除了。但PUMA當在S/PDIF連線上執行Serial Copy Management System時，仍然會嚴格的執行「絕不複製」任何一位元的數據，就像在高清晰度多媒體介面上的高頻寬數位內容保護。

### 生物識別系統
Windows 7包含Windows生物辨識架構。這個架構是由符合標準的生物指紋辨識裝置的元件所組成。在先前發行的Windows之中，生物識別裝置的開發商必須提供存取的應用程式，包含裝置的驅動程式、軟體開發套件還有軟體的支援。微軟在一份Windows生物辨識平台的白皮書中寫到這些專有軟體所堆疊出的相容性問題，會進而拖累作業系統的可靠性，以及使服務和維修更加困難。憑藉著整合生物辨識系統進入作業系統中，微軟的目標是為其他類別的裝置帶來與生物辨識裝置相同的支援。
新的控制台稱為「生物識別裝置控制台」，提供能刪除生物識別資訊的平台、疑難排解、以及登入時是否開啟生物識別功能。生物識別選項還可被設定為使用群組原則設定。

### DNS安全性擴充
Windows 7和Windows Server 2008 R2提供對於DNS安全性擴充（DNSSEC）的支援，這個協定負責確保DNS網域名稱數位簽章解析的真實性與完整性，使DNS伺服器能避免受到攻擊或擾亂。

## 管理系統功能

Windows PowerShell整合式指令碼環境（ISE）

根據Computerworld的文章，新的Windows 7管理系統功能包含：
- DirectAccess：一項建立在IPv6以及IPsec上的VPN通道技術，此功能能使外部網路的使用者不必再建立VPN連線，安全的從網際網路直接存取內部網路中的資源。DirectAccess需要具備IPv6的連線能力、已經加入網域的機器、以及一台或多台執行Windows Server 2008 R2的DirectAccess伺服器，且至少需要一台執行Windows Server 2008 R2的網域控制器有PKI提供憑證。[48]
- BranchCache：Windows 7中的BranchCache可提高應用程式的網路回應能力，設計用以使總公司辦公室中的電腦與分公司之間存取文件更加快速。在一般狀況下，不管分公司辦公室中是否已經有電腦下載某份文件，分公司辦公室中的其他電腦會以區域網路存取總公司辦公室電腦中的文件，然而在啟動BranchCache的情況下，Windows會連到同一分公司辦公室中其他已有該文件的電腦來存取文件，而不佔用網路連線傳輸文件。
- AppLocker：AppLocker允許系統管理員限制或允許使用者需要的應用程式、安裝程式與指令碼，以達到保護作業系統安全性的目的。
- Windows疑難排解平台
- Windows PowerShell整合式指令碼環境
- PowerShell遠端技術

## 其他特色
- Windows 7 簡易版不如同以往的Windows簡易版限制開啟三個程式。微軟最初預計推出的Windows簡易版是包含此限制的，但是在微軟發行Release Candidate之後宣布在正式發行的版本中不會有此限制。[49]

- 現在有很多新的項目被加入了控制面板的傳統圖示檢視：ClearType文字調整工具、桌面小工具、系統還原、疑難排解、位置和其他感應器、認證管理員、生物識別裝置、系統圖示、行動作業中心以及顯示。[50]

- 資源監視器有了數種新功能，包含改善的記憶體使用量顯示、TCP/IP接聽埠的顯示、過濾具有網路活動的處理程序、過濾具有磁碟活動的處理程序，以及接聽或搜尋處理程序句柄。

- 對於開發人員，Windows 7有一個新的網路應用程式介面以及支援建立SOAP的機器語言在網路服務的基礎上（如同.NET是以WCF網路服務為基礎。）[51]，新功能可以減少應用程式的安裝時間、降低使用者帳戶控制的通知次數、簡化安裝程式封包的開發，[52]以及經由擴展語言服務介面改進對於多國語言的支援。[53]

- 在PDC 2008，微軟宣布了瞬間開機技術，它能縮短開機時間並控制在15秒之內。這個功能在Windows 7 Beta中並沒有出現，但是對於某些使用者來說，開機時間已經從1分鐘降至25秒左右。

- 新增「Gabriola」字型。[54]同時在WordPad支援Office Open XML以及ODF。[55]

- 在舊版Windows，使用者必須安裝第三方軟體來燒錄光碟映像，而現今，當使用者在如ISO檔案之類的光碟映像檔案按下滑鼠右鍵，使用者可以點選「燒錄光碟映像檔案」，檔案會依照使用者的選擇複製到光碟內，同時也能對燒錄的映像檔進行驗證。[56].

- 假使一個應用程式發生錯誤兩次，Windows 7將會自動套用可用的修復方案。又使應用程式安裝自我修復失敗時，這個工具會提出一些關於程式啟動的問題。[57]

- Windows 7當開啟光學字元識別的TIFF檔案索引時，會有一個TIFF索引篩選器的可選擇元件。它能搜尋TIFF格式的掃描文件內的字元。
- Windows 7包含節省電源功能，例如調節監視器亮度，當膝上型電腦一段時間沒有使用時，亮度會自動降低。

- 與Windows Vista不同，視窗的標題列在視窗最大化時不會使用黑色的背景，而會依舊透明。

- 使用者可以停用比Windows Vista更多的Windows功能，包含Internet Explorer 8、Windows Media Player、Windows Media Center、Windows搜尋與Windows小工具平台。[58]

- Windows XP Mode提供一份完整授權的Windows XP SP3使其運行在虛擬機器上，它能以Windows XP的視窗執行不支援Windows 7的舊版應用程式，但是並不會直接包含在Windows 7中，必須經由網路下載，而且只提供給專業版、企業版以及旗艦版的使用者。